# Hemslinger Moor
Das Hemslinger Moor ist ein Naturschutzgebiet in den niedersächsischen Gemeinden Hemslingen und Brockel in der Samtgemeinde Bothel sowie Scheeßel im Landkreis Rotenburg (Wümme).

## Allgemeines
Das Naturschutzgebiet mit dem Kennzeichen NSG LU 184 ist rund 314 Hektar groß. Es ist nahezu vollständig Bestandteil des FFH-Gebietes „Wümmeniederung“. Im Norden grenzt es an das Naturschutzgebiet „Veerseniederung“. Das Gebiet steht seit dem 2. August 1990 unter Naturschutz. Zuständige untere Naturschutzbehörde ist der Landkreis Rotenburg (Wümme).

## Beschreibung
Das Naturschutzgebiet liegt nordwestlich von Hemslingen. Es stellt ein Hochmoorgebiet unter Schutz, das entwässert und teilweise abgetorft bzw. zu Grünland kultiviert wurde. Die Moorflächen werden durch Wiedervernässung renaturiert. 
Im Norden durchfließt die Veerse, ein Nebenfluss der Wümme, das Naturschutzgebiet. In der Veerseniederung findet sich Grünland, aber auch Bruch- und Auwald. Der Flussabschnitt soll sich naturnah entwickeln können. An die Veerseniederung schließen sich im Übergangsbereich zum Moor Heideflächen an.
Das Gebiet wird über Gräben zum Trochelbach und Großer Moorgraben, die zur Wiedau fließen, entwässert. Die Wiedau mündet in Rotenburg (Wümme) in die Wümme.